# جک هید
جک هید (انگلیسی: Jack Heid; ۲۶ ژوئن ۱۹۲۴ – ۲۷ مهٔ ۱۹۸۷) دوچرخه‌سوار اهل ایالات متحده آمریکا بود. وی در بازی‌های المپیک تابستانی ۱۹۴۸ شرکت کرده است.